# CARAMEL POCKET
K-MIX CARAMEL POCKET（ケイミックス・キャラメル・ポケット）は、静岡エフエム放送（K-MIX）が月～金9時30分～12時55分に放送していたラジオ番組である。
2005年4月に番組開始。番組の愛称は「キャラポケ」。TOKYO FM制作の「ディア・フレンズ」（月〜木）、「松任谷由実のYuming Chord」（金）が11時より11時30分まで内包されていた。

## 番組の特徴
- 「キャラポケつぶやきテーマ」と題した日替わりのテーマワードを２つ設定し、リスナーからのメッセージを募集、番組内で随時紹介する。
- 前番組「キモチレシピ」のゆったりしたテイストとは対照的な構成となっている。
- 12時台にリクエストを集中的にオンエアする「メシ・リク」（飯時のリクエスト）が番組のメインのコーナーの一つとなっている。
- ゲストには番組特製の「キャラメルミルク」がふるまわれる。このコーナーは前身番組「キモチレシピ」のコーナー「純喫茶ときは」を引き継いでいる。
- かつて、11時台後半のゲストコーナー「カフェ・キャラメル・ミルク」は、Vライブでの放送が行われていた。

## パーソナリティ
番組終了時点
- 南真世（月 - 木）
- 河村由美（金）

過去
- 小林千穂

## タイムテーブル
2013年2月時点。
- 9:30　　オープニング
BGMはMansfieldのAtlier 507。
- 9:37頃　キャラポケ・SAY SAY SAY
パーソナリティがニュースなどのトピックを2つ取り上げ、つぶやく。
ポール・マッカートニー＆マイケル・ジャクソンのセイ・セイ・セイのワンフレーズが流れる。
BGMはDuane EddyのRockestra Theme。
- 9:46頃　SHIZUOKA EAST・WEST（金曜日は休止、月 - 木も休止あり）
地域の催事情報を紹介。静岡県市町村振興協会提供。
- 10:00　　時報に続いて、K-MIX HEADLINE NEWS
毎月第一金曜日はニュース終了後に緊急警報放送の試験信号が流れる
- 10:03頃　K-MIX Traffic & Weather Information
- 10:15頃　キャラポケ・クローズ・アップ！
番組が新聞や雑誌などで気になった記事をもとに電話で取材する。
- 10:21頃　たんじょうびメロン
リスナーから誕生日の人へのお祝いメッセージの紹介とリクエストとともに、クラウンメロン、アローマメロンがプレゼントされる。静岡県温室農協提供。
ジングルにローズマリー・クルーニー with ペレス・プラードのCorazon de Melonを使用。トーク中のBGMはエノッキーサンダーボルトのBig City Under The Moon。
- 10:30頃　CARAMEL MUSIC
木曜日：Compiled by dream draw design daiichikensetsu
- 10:45頃　10時台エンディング
- 10:48頃
月曜日：やさしい税金教室
水曜日：これで解決、過払い金法律相談
- 10:52　　快適生活ラジオショッピング
- 10:57　　K-MIX Traffic Information
- 11:00
月〜木：ディア・フレンズ（TOKYO FM制作）
金曜日：Yuming Chord（TOKYO FM制作）
- 11:30　　パーソナリティーブログ
パーソナリティー自身のブログの投稿内容を紹介する。
トーク中のBGMはピチカート・ファイヴのウィークエンド(Instrumental)。
- 11:34頃　カフェ・キャラメル・ミルク
ゲストコーナー。番組オリジナルレシピの「キャラメル・ミルク」がゲストに振舞われる。
テーマ曲は、sinceのStep In Parisの冒頭とトレモレラのショートショートを繋ぎ合わせたもの。
- 11:55頃　11時台エンディング
- 12:00　　K-MIX HEADLINE NEWS
- 12:03頃　K-MIX Traffic & Weather Information
- 12:11頃　メシ・リク
テーマ曲はSkeewiffのOverdrive。
- 12:25頃　うご★ラジ（月・金は引き続きメシ・リク）
- 12:31頃　メシ・リク
- 12:47頃　エンディング
締めくくりに、次番組K-MIX 2ストライク1ボールの廣木弓子パーソナリティー（金曜日はK-MIX Rainbow Fly-Dayのkainatsu）とのクロストーク。
BGMは鈴木茂のウッド・ペッカー。
- 12:55　　快適生活ラジオショッピング

## 備考
- 2006年頃から祝日は原則的にview-st.Shizuoka"NOA"からの公開生放送となっており、2007年度までに18回の放送を行った。
- 2008年度はJUMPIN'JACK K-MIX と題して静岡市内と浜松市内で公開放送を行った。
- 2007年12月に「メシリク」でオンエアされたリクエスト曲の数が延べ7000曲を突破した。
- 2008年11月4日から24日までサークルKサンクスとの共同開発によりCAFE CARAMEL MILKシリーズが発売され、コーヒーとキャラメルプリンパルフェとキャラメルミルクデニッシュが期間数量限定で発売された[1]。ただし、毎回ゲストに振る舞われるキャラメルミルクは発売されなかった。
- 2009年2月5日に「メシリク」でオンエアされたリクエスト曲の数が延べ1万曲を突破した。
- 2009年3月20日から29日にかけてツインメッセ静岡で行われる「世界の菓子まつり」に番組内でのみ登場したカフェ・キャラメルミルクが一般に初めて登場した（「2013世界の菓子まつり」も同様[2]）。
- 2009年11月10日から30日までサークルKサンクスにてCAFE CARAMEL MILKシリーズが再び発売され、コーヒーとキャラメルミルクデニッシュとオムレットが期間数量限定で発売された[3]。
- 2013年3月8日のキャラポケ・クローズアップのコーナーに、「チャイナエアライン・富士山静岡空港利用促進協議会・K‐MIX共同企画 ～静岡⇔台北線増便記念～ チャイナエアライン 静岡発 台湾をまるごと知ろうキャンペーン」にて台湾を訪問中の南が電話出演した。
- 2013年3月29日 - 番組終了。メシ・リクのリクエスト曲は22079曲に及んだ。